# Пуебло Вест (Колорадо)
Пуебло Вест (енгл. Pueblo West) насељено је место без административног статуса у америчкој савезној држави Колорадо.

## Демографија
По попису из 2010. године број становника је 29.637, што је 12.738 (75,4%) становника више него 2000. године.
| Група             | 2000.          | 2010.          |
| Белци             | 13.122 (77,6%) | 21.552 (72,7%) |
| Афроамериканци    | 141 (0,8%)     | 387 (1,3%)     |
| Азијати           | 180 (1,1%)     | 284 (1,0%)     |
| Хиспаноамериканци | 3.092 (18,3%)  | 6.787 (22,9%)  |
| Укупно            | 16.899         | 29.637         |